# Atelognathus praebasalticus
Espèce
Synonymes
- Telmatobius praebasalticus Cei & Roig, 1968
- Telmatobius praebasalticus agilis Cei, 1972
- Telmatobius praebasalticus luisi Cei, 1972
- Telmatobius praebasalticus dobeslawi Cei, 1972

Statut de conservation UICN

 EN A2ace; B1ab(i,ii,v) : En danger
Atelognathus praebasalticus est une espèce d'amphibiens de la famille des Batrachylidae.

## Répartition
Cette espèce est endémique de la province de Neuquén en Argentine. Elle se rencontre entre 1 000 et 1 500 m d'altitude dans le nord-ouest de la Patagonie.

## Publication originale
- Cei & Roig, 1968 : Telmatobiinos de las lagunas basálticas de Neuquén (Anura, Leptodactylidae). Physis (Argentina), vol. 27, p. 265-284.